# Parafia św. Mikołaja w Marzeninie
Parafia św. Mikołaja w Marzeninie jest jedną z 10 parafii leżącą w granicach dekanatu wrzesińskiego I. Erygowana w XIV/XIV wieku.

## Dokumenty
Księgi metrykalne: 
- ochrzczonych od 1950 roku
- małżeństw od 1950 roku
- zmarłych od 1950 roku